# San Ramón, La Barca
San Ramón är en ort i Mexiko.   Den ligger i kommunen La Barca och delstaten Jalisco, i den centrala delen av landet, 400 km väster om huvudstaden Mexico City. San Ramón ligger 1 539 meter över havet och antalet invånare är 948.
Terrängen runt San Ramón är en högslätt. Runt San Ramón är det ganska tätbefolkat, med 179 invånare per kvadratkilometer. Närmaste större samhälle är La Barca, 11,8 km sydväst om San Ramón. Trakten runt San Ramón består till största delen av jordbruksmark.